# 김득배
김득배(金得培, 1312년~1362년 음력 3월 1일))는 고려 말기의 문신 · 무장이다.

## 약력
호는 난계(蘭溪)이며 상주(尙州) 사람이다. 아버지 녹(祿)은 출사하여 지위가 판전의(判典醫)에 이르렀는데, 《고려사》에는 김녹의 어머니 즉 김득배의 외할머니에 관해 이러한 이야기를 싣고 있다. 주리(州吏), 즉 상주의 아전이었던 김조(金祚)에게 만궁(萬宮)이라는 일곱 살 된 딸이 있었는데, 단적(丹賊)을 피해서 백화성(白華城)으로 가던 중에 적이 바짝 뒤쫓아 오자 당황하고 다급했던 나머지 만궁을 길에다 버리고 가버렸다. 사흘이 지나서 만궁을 풀숲에서 찾았는데, 만궁은 「밤에 뭔가가 와서 안아주고 낮이 되면 가버렸다」고 이야기했다. 사람들은 모두 놀라고 이상하게 여겨 그 자취를 따라가 봤더니, 그것은 놀랍게도 호랑이였다고 한다. 자라서 같은 상주의 아전인 김일(金鎰)에게 시집가서 녹을 낳았다는 것이다.
김득배는 과거에 급제하여 예문검열(藝文檢閱)이 되었는데, 《고려사절요》에는 원나라에 의해 폐위되었던 충혜왕(忠惠王)이 다시 복위하기 전, 심양왕을 지지하는 입장으로서 경화궁주의 밀명을 받은 조적(曹頔)이 충혜왕을 폐위시키고자 고려국왕의 국인(國印)을 가져다가 영안궁에 두면서, 전 군부총랑(軍簿摠郞) 류연(柳衍), 좌사보(左思補) 이달충(李達衷), 군부좌랑(軍簿左郞) 성원도(成元度), 예문검열 김득배로 하여금 지키게 하였다고 적고 있다. 이후 전객부령(典客副令)으로 옮겼다.
공민왕이 즉위하기 전에 원나라에서 숙위하였고, 왕이 즉위한 해(1351년) 11월 29일에 우부대언(右副代言)이 되었으나, 공민왕 원년(1352년) 4월 「안에서 용사(用事)한다」는 찬성사 조일신과 지신사(知申事) 최덕림(崔德林)의 무고로, 좌부대언 유숙(柳淑)과 함께 원나라의 사신에 의해 파면되었다.
6년(1357년) 8월 15일에 서북면홍두왜적방어도지휘사(西北面紅頭倭賊防禦都指揮使)로 임명되었고, 거듭 추밀원직학사(樞密院直學士)에 제배되었으며, 11월 20일에 서북면도순문사(西北面都巡問使) 겸 서경윤(西京尹) · 상만호(上萬戶)가 되었다. 7년(1358년)에는 추밀원직학사로서, 서경군민만호부만호(西京軍民萬戶府萬戶)로 임명된 경천흥(慶千興)의 부장이 되었다. 8년(1359년) 정월 29일에 첨서추밀원사(簽書樞密院事)가 되었으며, 기철 일파가 제거된 뒤인 6월에 공이 2등으로 책록되었다. 8월 3일에 손등(孫登) · 김희조(金希祖) · 정휘(鄭暉) 등과 함께 동지추밀원사(同知樞密院事)가 되었다. 12월 11일에 도지휘사(都指揮使)가 되었다.
공민왕 9년(1360년) 1월 18일에 여러 장수들이 이끄는 군사들이 생양역(生陽驛)에 모여 그 수가 2만에 달했으나, 때마침 겨울이라 사졸들이 동상에 걸리고 길에서 쓰러지는 자들도 적지 않았다(《고려사》 열전). 또한 홍건적은 고려군이 장차 싸우러 올 것을 알고 포로로 잡았던 고려 백성 1만여 명을 죽였고, 고려군이 서경(西京)을 공격할 때에도 선두에서 진입하던 보병들이 서로 몸이 끼고 쓰러져 짓밟혀서 죽은 자가 1천 남짓에 적의 죽은 자도 수천을 헤아렸다고 한다. 용강(龍岡) · 함종(咸從)으로 밀려난 홍건적의 일부는 의주로 가려다 공격을 당해 정주성으로 가고, 함종에서는 고려군측의 판개성부사(判開城府事) 신부(辛富) · 장군 이견(李堅)이 죽는 등의 피해를 겪는 등 고려군과 홍건적 사이에 치열한 전투가 벌어졌다. 목책에 들어가 방어하는 적들을 향해 고려의 보병이 목책으로 들어가 공격하고, 기병은 목책을 에워싸고 활을 쏘아서, 목책을 지키던 홍건적은 2만여 남짓이 죽었으며 수괴 두 사람이 사로잡혔다. 홍건적은 증산현(甑山縣)으로 물러나 다시 연주강(延州江)을 건너려다 얼음이 갈라져서 천여 명이 빠져 죽었고, 안주에서 철주에 이르는 길에 죽은 홍건적의 시체가 널려 있었다고 한다. 옛 선주(宣州)까지 추격한 이방실의 경기병의 공격에 다시 수백 명이 죽고, 의주에 도착해 강을 건너간 홍건적은 3백여 명 남짓이었다(《고려사》). 3월 1일, 경천흥 · 안우 등과 함께 승첩(勝捷)을 고하였다. 이 공으로 김득배는 수충보절정원공신(輸忠保節定遠功臣)에 정당문학(政堂文學)이 되었다. 10월에는 한방언과 함께 문과를 주관하였다(《목은집》).
그러나 홍건적은 공민왕 10년(1361년) 겨울에 다시 20만의 무리를 거느리고 압록강을 건너 삭주(朔州) · 이성(泥城) 등지를 약탈했고, 김득배는 도병마사(都兵馬使)로서 안우 등과 함께 절령책(岊嶺柵)에서 홍건적을 막는 임무를 맡았다. 그러나 홍건적의 1만여 명이 절령 목책을 공격해 고려군은 크게 패했고, 목책이 무너져 말 한 필로 도망쳐 돌아와야 했다. 이듬해인 공민왕 11년(1362년) 1월에 총병관 정세운과 김용 이하 안우, 이방실, 최영, 이성계 등이 지휘하는 20만 명의 고려군이 동쪽 교외에 진을 치고 개경을 포위하여, 홍건적을 물리치고 개경을 탈환하는데 성공했다.
홍건적의 난에서 정세운과 같은 총병관이었던 김용은 평소 정세운이 왕의 총애를 받는 것을 시기했고, 안우ㆍ이방실ㆍ김득배 등이 큰 공을 이루어 왕의 신임이 두터워질까 두려워서, 안우 등에게 정세운을 죽이게 하고, 왕에게 참소하여 그들에게 죄를 씌워 모두 죽이려 하였다. 이에 왕의 교지를 위조하여 글을 써서, 자신의 조카인 전 공부상서 김림(金琳)을 시켜 몰래 안우 등에게 주면서 「정세운은 본래 경들을 싫어했으니 적을 물리친 뒤에는 반드시 그대들이 화를 면하지 못할 것인데 어째서 먼저 그를 죽이지 않는가?」라며 부추겼다. 안우와 이방실은 김득배의 장막에 나아가 「지금 정세운이 적을 두려워하여 진군하지 않고 있으며, 김용이 전하는 글이 이와 같으니, 이 말을 따르지 않을 수 없다.」고 설득했는데, 김득배가 말하기를, 「이제 겨우 도적을 평정했는데 우리끼리 스스로 해칠 수 있는가. 어쩔 수 없는 것이라고 하면 그를 대궐의 뜰 앞에 잡아다 놓고 왕의 처분을 기다리는 것이 옳지 않겠는가?」 하였다. 안우와 이방실은 각자의 영(營)으로 물러났다가 밤중에 다시 김득배를 찾아와 「정세운을 죽이라는 것은 왕명이다. 우리가 공을 이루고도 왕명을 받들지 않아서 후환이 생긴다면 어떻게 하겠는가?」 라며 김득배를 설득했지만 김득배는 굳이 반대하였다고 한다. 안우 등은 기어코 행하려 하였다. 술자리를 차리고 사람을 시켜 정세운을 초청하고, 정세운이 도착하자 안우 등이 장사(壯士)들에게 눈짓하여 좌중에서 때려죽였다.
정세운을 제거하는데 성공한 김용은 곧 김유(金庾) · 박춘(朴椿) · 정지상(鄭之祥) 등을 각지로 보내 안우와 이방실, 김득배를 제거하게 했다. 김득배는 기주(基州)에서 변란이 일어났다는 소식을 접하고 몇 기(騎)를 거느린 채 달아나 산양현(山陽縣)의 선영(先塋)에 숨었다. 이에 김득배의 동생 김득제(金得齊)가 화산(花山)에 유배되고, 득배의 처자가 옥에 갇혀 문초를 받았다. 이때 김득배의 사위였던 직강(直講) 조운흘(趙云仡)이 장모에게 「사실대로 말하셔서 고초를 겪지 마십시오」라고 설득하여, 장모는 한참을 참고 견디다 끝내 사실대로 고하고 말았고, 김유 · 박춘 · 정지상 등에 의해 붙잡혀 3월 1일에 상주에서 효수되었다. 그때 나이 51세였다. 효수된 그의 목을 보며 탄식하고 슬퍼하지 않는 자가 없었다고 한다.

## 고려16공신
1. 태사개국(太師開國) 무공공(武恭公) 복지겸(卜智謙)
2. 태사개국(太師開國) 장절공(壯節公) 신숭겸(申崇謙)
3. 태사개국(太師開國) 충렬공(忠烈公) 홍유(洪儒)
4. 태사(太師) 문하시중(門下侍中) 인헌공(仁憲公) 강감찬(姜邯贊)
5. 태사개국(太師開國) 무열공(武烈公) 배현경(裴玄慶)
6. 태사(太師) 내사령(內史令) 장위공(章威公) 서희(徐熙)
7. 태사개국(太師開國) 충절공(忠節公) 유금필(庾黔弼)
8. 수 태보(守太保) 문하시중 문숙공(文肅公) 윤관(尹瓘)
9. 문하시중(門下侍中) 문열공(文烈公) 김부식(金富軾)
10. 문하시중(門下侍中) 위열공(威烈公) 김취려(金就礪)
11. 문하평장사(門下平章事) 문정공(文正公) 조충(趙冲)
12. 첨의령(僉議令) 충렬공(忠烈公) 김방경(金方慶)
13. 정당문학(正堂文學) 김득배(金得培)
14. 추밀원부사(樞密院副使) 이방실(李芳實)
15. 중서평장사(中書平章事) 안우(安祐)
16. 수 문하시중(守門下侍中) 문충공(文忠公) 정몽주(鄭夢周)

## 평가
김득배가 죽임을 당할 당시 직한림(直翰林)을 맡고 있던 정몽주(鄭夢周)는 김득배가 주관했던 과거의 문생(門生)이기도 했는데, 죽은 김득배의 시신을 수습하게 해줄 것을 왕에게 청하고, 직접 제문을 지어 위로하였다. 제문에서 정몽주는 「아아, 황천(皇天)이시여! 내 죄가 무엇이었습니까? 아아, 황천이시여! 이것은 누구의 잘못입니까? 대개 들으니, 복선화음(福善禍淫)이란 하늘이 하는 일이요 상선벌악(賞善罰惡)이란 사람이 하는 일이라 하였습니다. 하늘과 사람이 비록 다르다 하나 그 이치는 하나입니다. 옛 사람의 말씀에 ‘하늘은 이기는 사람을 정해놓으나 사람이 많으면 하늘도 이기리라(天定勝人, 人衆勝天).’ 하였는데 하늘이 이기는 자를 정해놓는다 함은 과연 어떤 이치이옵고, 사람이 많으면 하늘도 이기리라 하심은 또한 어떤 이치이나이까? 지난날 홍구(紅寇)가 쳐들어와서 승여(乘輿)가 파월하셨을 적에 국가의 명이 위태롭기가 가느다란 선과 같았습니다. 오로지 공이 먼저 대의(大義)를 외치고 원근(遠近)이 향응하여 몸을 만 번 죽을 계책에 내어서 삼한을 극복하는 업을 이루었습니다. 무릇 지금의 사람들이 이리 편안히 먹고 자는 것이 과연 누구의 덕분입니까? 죄가 있었다면 공(功)으로 덮었어야 옳았습니다. 죄가 공보다 무거웠다면 반드시 그 죄를 승복시킨 연후에 주벌하였어야 옳았습니다. 어찌하여 말이 흘린 땀이 마르기도 전에, 개선의 노래가 끝나기도 전에, 태산(泰山) 같은 공을 세운 분이 칼날 아래서 피로 물들이게 되었습니까? 이것이 내가 피눈물로 하늘에 묻는 까닭이외다. 내가 알고 있는 그 충혼장백(忠魂壯魄)은 천추만세 필시 구천 아래에서 눈물을 삼킬 것입니다. 아아, 명이라는 것을 어찌하겠습니까, 어찌하겠습니까?」 라며 김득배의 죽음을 애도하고 있다.

## 가족
- 할아버지 : 김일(金鎰)
  - 아버지 : 김록(金祿)
  - 어머니 : 죽산 박씨(竹山朴氏) 박영(朴瑛)의 딸
    - 부인 : 서흥 김씨(瑞興金氏) 김세구(金世丘)의 딸
      - 아들 : 미상
      - 사위 : 조운흘(趙云仡)

## 김득배이 등장한 작품
- 《개국》(KBS, 1983년~1983년, 배우: 임병기)
- 《신돈》(MBC, 2005년~2006년, 배우: 나재균)

1. ↑  《고려사》 권40, 〈세가〉40, 공민왕 11년(1362년) 3월 1일(정미)